# Лажни пријатељи
У лингвистици се под појмом лажни пријатељи подразумевају парови речи или графема у два језика или дијалекта, који изгледају или звуче исто (или слично), али имају различито значење. Лажни пријатељи представљају велики проблем људима који тек савладавају страни језик и усвајају његове речи, а представљају проблем и у споразумевању и комуникацији.

## Узроци настанка појаве
Са етимолошке тачке гледишта, постоји неколико начина да настану лажни пријатељи:
- Заједничка етимологија: Ако је један језик преузео реч из другог језика, или су оба преузели реч из неког трећег или га наследили од заједничког претка, и ако је касније та реч променила значење или добила додатна значења у бар једном од ових језика, изворни говорник једног језика ће се суочити са појавом лажних пријатеља при усвајању другог језика.
- Хомоними: У одређеним случајевима, лажни пријатељи се развијају одвојено у различитим језицима. Речи обично трпе мале измене у изговору, које се акумулирају током дужег времена, па се понекад случајно догоди поклапање речи по изгледу или изговору, упркос њиховом различитом пореклу. Тако језик А и језик Б могу имати речи које звуче (изгледају) исто, а у ствари означавају различите појмове. На пример, реч банка постоји и у српском и у руском језику, али на српском значи банка (новчани завод, установа која послује новцем), а на руском значи тегла. Тако је, на пример, француска реч ignorer (не знати) слична енглеској речи ignore (не обазирати се). Под лажним пријатељима најчешће се подразумевају међујезички хомоними.
- Различити алфабети: Проблеми се јављају код графема које изгледају исто, али се не читају исто. Пример су лажни парови ћириличних и латиничних графема: В (В и Б), Н (Н и Х), Р (Р и П), C (C и Ц), У (У и ипсилон) и Х (Х и икс).
- Псеудо-англицизми: То су нове речи изведене од енглеских морфема независно од аналогне конструкције у енглеском језику и са различитим намераваним значењем. На пример, реч олдтајмер (oldtimer) се у енглеском језику користи како би се описала особа, а у немачком језику се користи искључиво да се опише ауто. Има речи које су и у енглески и у српски језик стигле из неког трећег језика, углавном из латинског, а немају исто значење. Чак и изворно енглеске речи могу да значе нешто друго у српском језику, и то из неколико разлога:
  1. погрешно су схваћене када су стигле у српски језик;
  2. добро су схваћене, али сад у енглеском значе нешто друго;
  3. добро су схваћене, али сад у српском значе нешто друго.

## Истраживања у лингвистици
Под лажним пријатељима се подразумевају не само међујезички хомоними, већ и међујезички пароними. Код њих се и поред знатних разлика у звучном облику, због делимичне формалне сличности, која је ипак упадљива, изазивају погрешне асоцијације и поистовећивање значења која су напротив различита. Посматрани на међујезичком плану, тешко је раздвојити појаве међујезичке хомонимије и међујезичке паронимије. Разлика је у степену звучне сличности. Ако је та звучна сличност већа уз истовремене разлике у значењу, реч је о међујезичкој хомонимији, а ако је мања, говоримо о међујезичкој паронимији. Може се закључити да је појава лажних пријатеља врло сложене природе, а чињеница која додатно отежава изучавање ове појаве је постојање позајмљеница.
Међујезички пароними су уочени првенствено као језички феномен приликом усвајања страног језика. У славистици су најчешће разматрани без озбиљније теоријске анализе, у виду случајне појаве која приликом усвајања страног лексичког система онемогућава правилно одвијање комуникације. Стога се њихове прве класификације у славистичким радовима базирају на формалним обележјима.
Појава лажних пријатеља се сврстава у сферу формалних, углавном случајних подударања речи двају језика у контакту, која се одликују знатним семантичким дистинкцијама, те се међујезички пароними третирају као језички баласт.
Да овакав скуп лексема, формиран на пресеку скупова двају језика у контакту, поседује категоријална обележја, показала су најновија лингвистичка истраживања.